# Melintang
Melintang is een bestuurslaag in het regentschap Pangkal Pinang van de provincie Bangka-Belitung, Indonesië. Melintang telt 3507 inwoners (volkstelling 2010).